# Brandkatastrophe am Tafelberg 2021

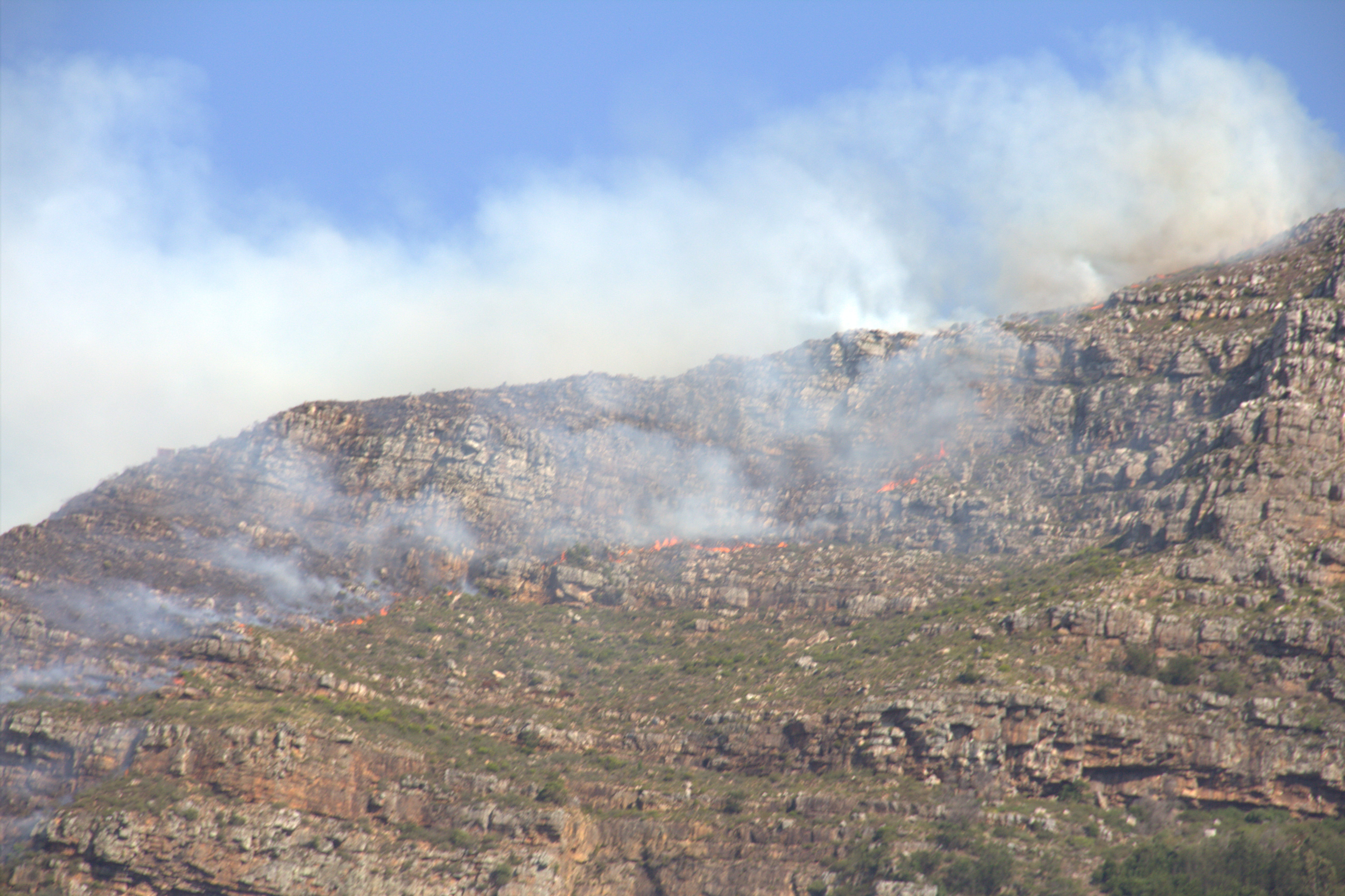
Offenes Feuer an den Berghängen

Eine sich flächenhaft ausbreitende Brandkatastrophe am Tafelberg in Kapstadt, Südafrika, begann am 18. April 2021 im Bereich des Tafelberg-Nationalparks und seines bebauten Umfelds. Von den Ereignissen in Mitleidenschaft gezogene Stadtteile sind Mowbray, Newlands, Rondebosch und Rosebank. Die Bewohner von Newlands waren besonders stark betroffen und etwa 4000 Studenten der Universität Kapstadt (UCT) mussten evakuiert werden.
Das Feuer brach am Morgen des Sonntags, dem 18. April 2021, an den Hängen zwischen dem Devil’s Peak und dem Stadtteil Vredehoek sowie in der Nähe des Rhodes-Denkmals aus. Es konnte sich durch die trockenen Verhältnisse des Spätsommers (Lufttemperatur über 30 Grad) und die brandfördernde Windsituation zwischen den Gehölzen an den Berghängen schnell verbreiten. Der Feuerwehralarm erfolgte 8:45 Uhr Ortszeit. Am Morgen des 19. April kam es zu einer verstärkten Windsituation.
Mehr als 250 Personen der Feuerwehr und Helfer waren im Einsatz. Es kam in den angrenzenden Arealen zu Straßensperrungen. Schließlich griff das Feuer auf Universitätsgebäude über und zerstörte Innenräume sowie Sammlungsbestände einer Bibliothek der Universitäts-Sondersammlungen (Jagger Library). Im Universitätsgelände kam es zu weiteren erheblichen Zerstörungen an Gebäuden in Gartenanlagen. Mamokgethi Phakeng, Vizekanzlerin der UCT, informierte noch am 18. April 2021 über die veranlassten Maßnahmen zur Bereitstellung von Notunterkünften für alle betroffenen Studenten und deren komplette Essensversorgung.
Vier Einsatzkräfte der Brandbekämpfung mussten wegen erlittener Verletzungen in Krankenhausbehandlung eingeliefert werden. Weiterhin kam es zu erheblichen Brandschäden an einem touristisch frequentierten Restaurant (Rhodes Memorial Restaurant mit Teegarten) unweit des Rhodes-Denkmals und an einer denkmalgeschützten Windmühle (Mostert’s Mill). Am 19. April begann die vorsorgliche Evakuierung von Bewohnern aus Vredehoek, die besonders nah am Universitätscampus wohnen. Demzufolge konzentrierten sich die Löscharbeiten auf die Hanglagen unweit dieser Wohnareale und der am Bergfuß vorbeiführenden Straße, dem Philip Kgosana Drive (M3) sowie auf das Universitätsgelände.
Eine 35-jährige Person wurde wegen des Verdachts auf Brandstiftung am Abend des 18. Aprils 2021 festgenommen, später jedoch wieder freigelassen. Eine Untersuchung der Brandursache durch die südafrikanischen Nationalparks ergab, dass das Feuer höchstwahrscheinlich von Brandstiftern gelegt wurde, die einen feuerauslösenden Gegenstand aus einem Fahrzeug warfen.

## Betroffene Gebäude und Areale

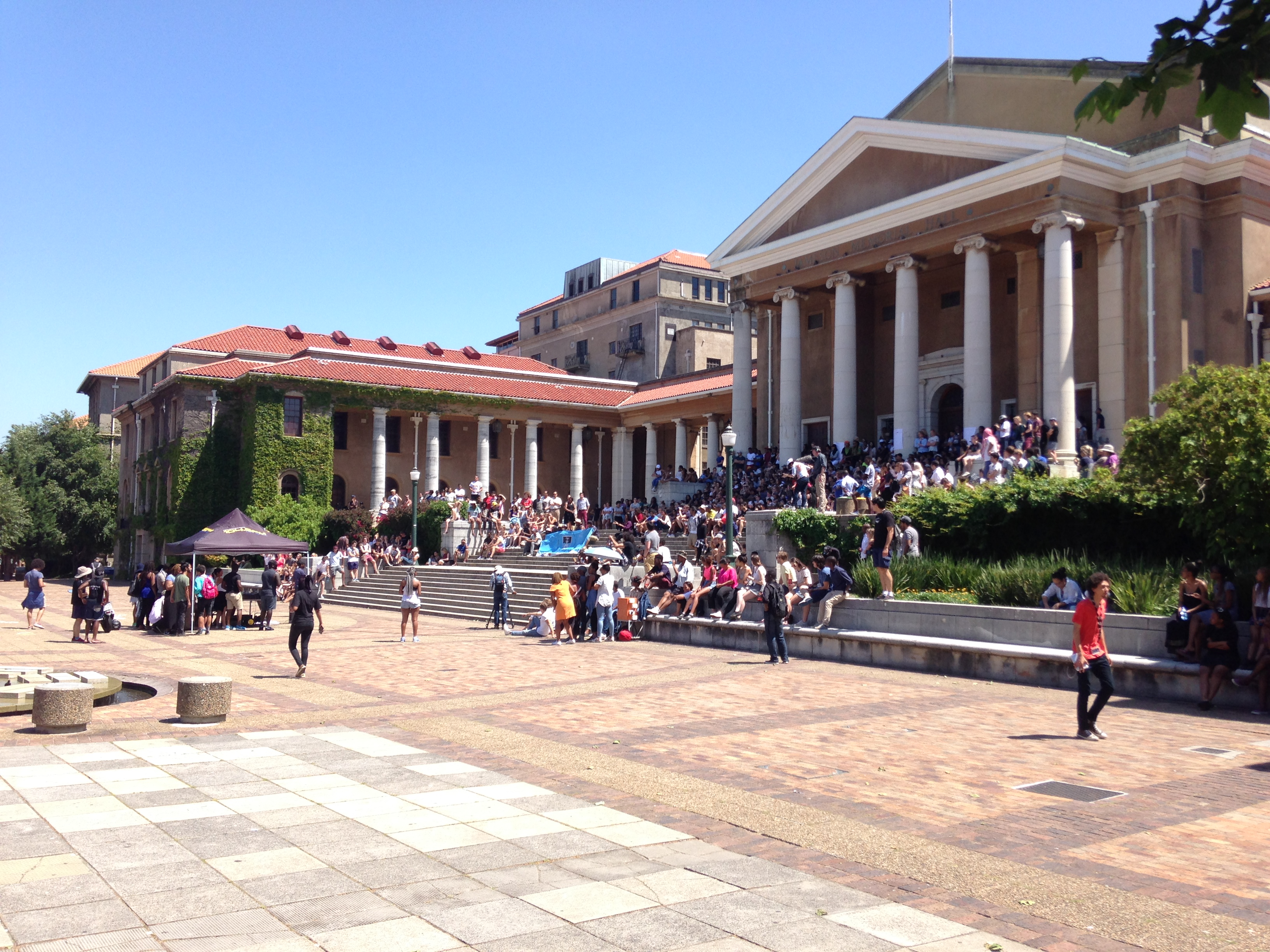
Jagger Library (links im Bild, 2015)
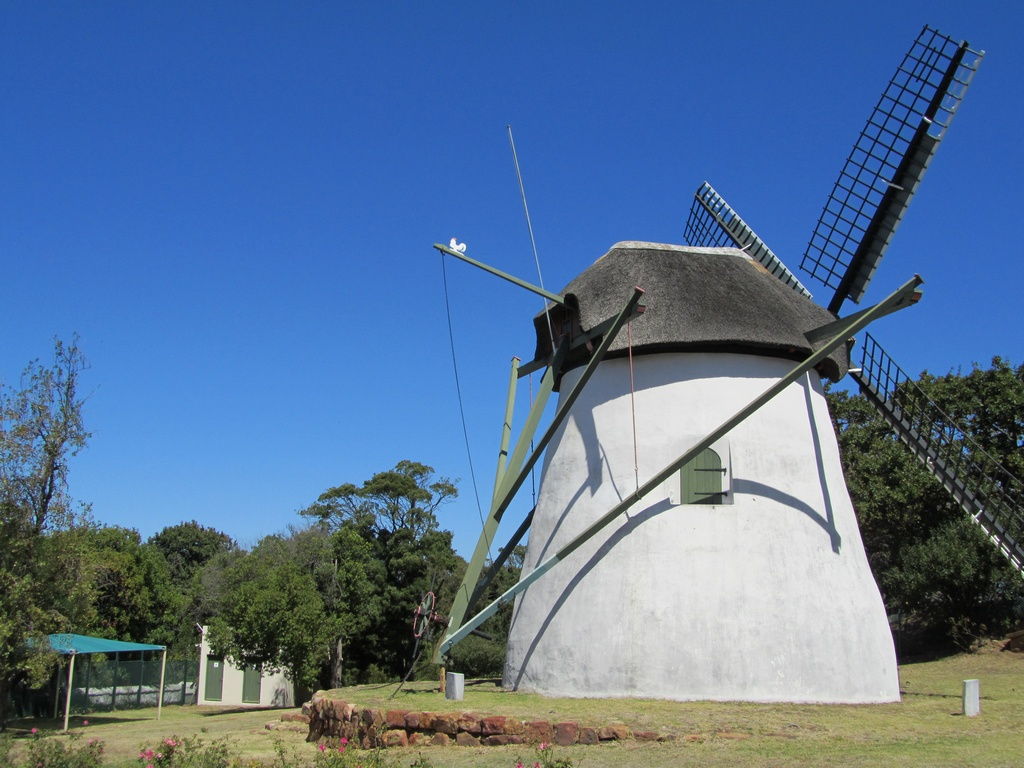
Mostert’s Mill (2012)
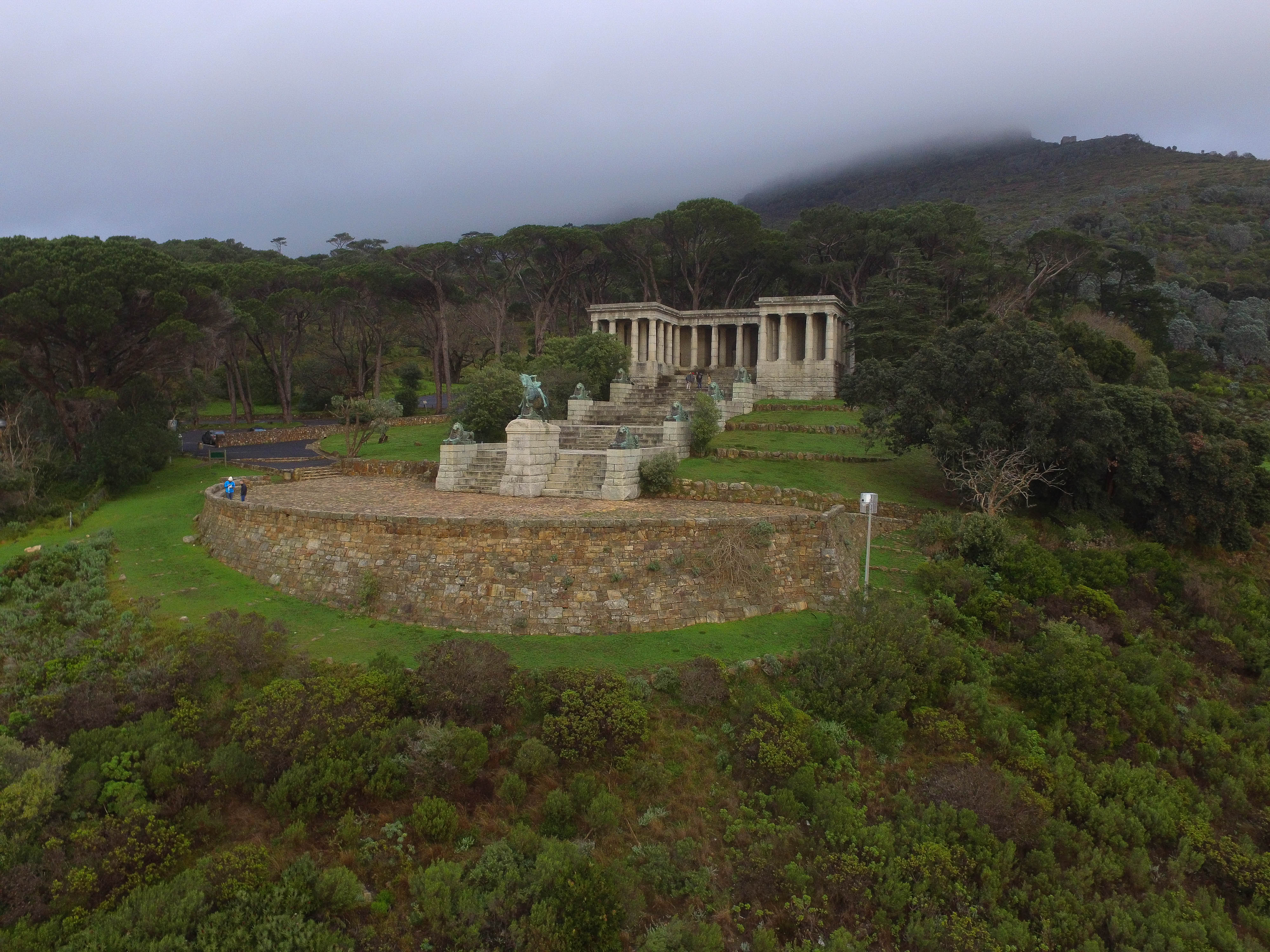
Rhodes-Denkmal am Tafelberg (2016)
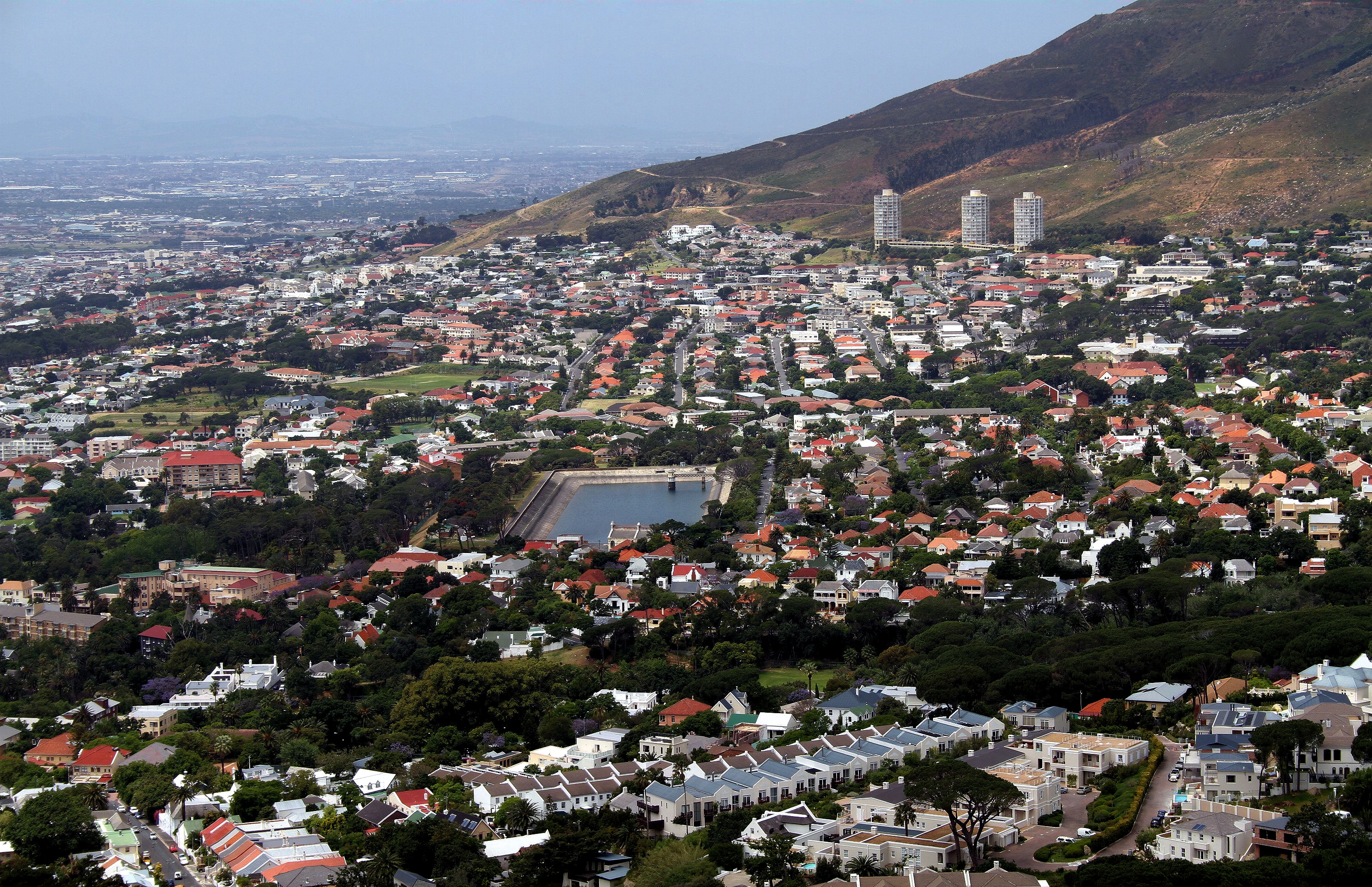
Blick auf Vredehoek am Devil’s Peak (2010)
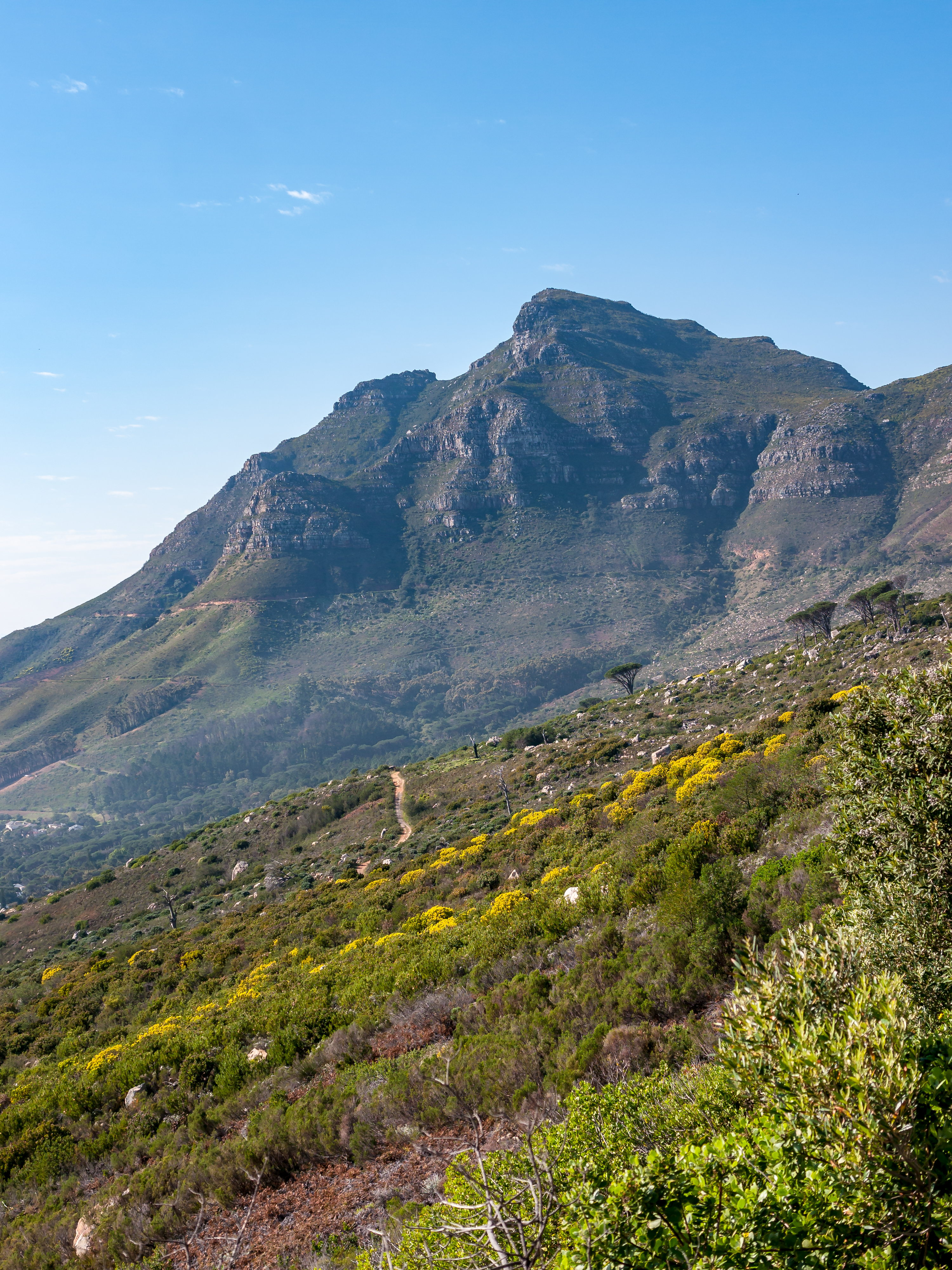
Devil’s Peak (2018)